# Síndrome de congestão pélvica
A síndrome de congestão pélvica, também conhecida como síndrome da congestão venosa pélvica (SCVP), é uma doença crônica com causa atribuída à dilatação das veias varicosas no abdômen inferior. A condição pode causar dor crônica, geralmente incômoda e persistente, que pode se agravar por ficar em pé por longos períodos ou por relações sexuais. Dores nas pernas ou na parte inferior das costas também podem ocorrer.
A hipótese é de que a condição seja causada pelo refluxo do sangue para as veias pélvicas como resultado de válvulas defeituosas, mas ainda não há consenso sobre a patogênese da doença. A condição pode ocorrer ou se agravar durante a gravidez. Acredita-se que a presença de estrogênio esteja relacionado à síndrome. O diagnóstico pode ser realizado por ultrassom, tomografia computadorizada, ressonância magnética ou laparoscopia.
As opções de tratamento precoce é medicamentosa, geralmente com medroxiprogesterona ou anti-inflamatórios não esteroides (AINEs). A cirurgia de varizes também pode ser considerada em alguns casos. Cerca de 30% das mulheres em idade reprodutiva são afetadas. Estima-se que a síndrome seja a causa de cerca de um terço dos casos de dor pélvica crônica. Embora a insuficiência venosa pélvica tenha sido identificada na década de 1850, ela só foi associada à dor pélvica na década de 1940.

## Sinais e sintomas
Durante a síndrome, as pessoas podem sentir dores constantes e prolongadas, mas episódios agudos de dor também ocorrem. Geralmente, as dores se intensificam ao longo do dia e após passar longos períodos de pé, por isso o repouso em leito alivia os sintomas. As dores podem se intensificar, ainda, durante ou após uma relação sexual e antes do início do período menstrual.
A síndrome de congestão pélvica aumenta o útero e torna o endométrio mais espesso. Em 56% das mulheres, cístos nos ovários podem se manifestar, além de sintomas como dismenorreia, dor nas costas, corrimento vaginal, inchaço abdominal, alterações de humor ou depressão e fadiga.

## Causas
1. Meio hormonal pélvico local;
2. Obstrução do fluxo venoso, como síndrome de May-Thurner, síndrome de quebra-nozes, síndrome de Budd-Chiari ou trombose da veia renal esquerda;
3. Compressão externa causada por tumores (incluindo miomas, endometriose) ou cicatrizes.[6]

## Diagnóstico

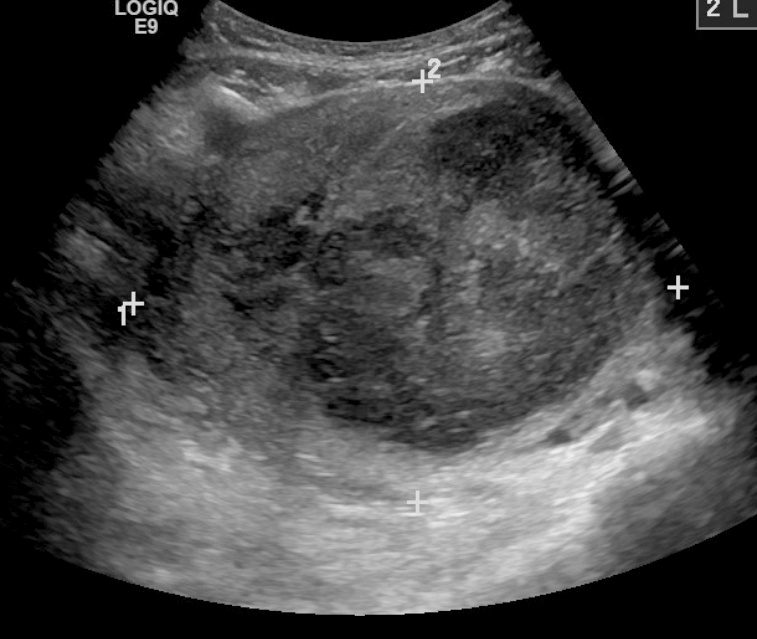
Imagem de ultrassom exibindo um mioma de útero grande (9 cm), que está causando síndrome de congestão pélvica.

O diagnóstico pode ser feito por ultrassonografia ou laparoscopia . A condição também pode ser diagnosticada por flebografia, tomografia computadorizada ou ressonância magnética . A ultrassonografia é meio de diagnóstico mais comum. Algumas pesquisas sugerem que a ultrassonografia transvaginal é capaz de fornecer um diagnóstico mais preciso.

## Tratamento
As opções de tratamento precoce são medicamentos para a dor, como anti-inflamatórios não esteroides, e supressão da função ovariana.
Um tratamento mais avançado pode ser realizado por um procedimento minimamente invasivo feito por um radiologista intervencionista. Esse procedimento envolve bloquear o fluxo sanguíneo nas varizes usando embolização direcionada por catéter. Geralmente é realizado como um procedimento ambulatorial, sem pernoite em hospital, com aplicação de anestesia local e sedação moderada. A taxa de sucesso é por volta de 80%, medida pelo nível de redução da dor após o procedimento.